# Diócesis de Győr
La diócesis de Győr (en latín: Dioecesis Iaurinen(sis) y en húngaro: Győri egyházmegye) es una circunscripción eclesiástica latina de la Iglesia católica en Hungría, sufragánea de la arquidiócesis de Estrigonia-Budapest. La diócesis tiene al obispo András Veres como su ordinario desde el 17 de mayo de 2016. 

## Territorio y organización
La diócesis tiene 5005 km² y extiende su jurisdicción sobre los fieles católicos de rito latino residentes en el condado de Győr-Moson-Sopron y la parte occidental del condado de Komárom-Esztergom.
La sede de la diócesis se encuentra en la ciudad de Győr, en donde se halla la Catedral basílica de la Asunción de la Virgen.
En 2019 en la diócesis existían 272 parroquias.

## Historia
Győr se construyó en el lugar donde en la época romana se ubicaba Arrabona, ciudad de la Panonia Superior que tenía en Savaria uno de los principales centros de difusión del cristianismo y lugar de nacimiento de Martín de Tours. Tanto los ávaros como los francos habían construido importantes colonias cerca de Győr, donde, a partir del siglo IX, se informa de la presencia y actividad de un obispo misionero. En el siglo X la ciudad y el territorio pasaron a manos de los magiares. Tras su conversión al cristianismo, se erigieron las primeras diócesis, entre ellas la de Győr, cuya fundación se atribuye tradicionalmente al rey Esteban I de Hungría en 1009.
Documentos posteriores, del siglo XIII, describen el territorio de la diócesis, que se extendía sobre los condados de Győr, Moson, Sopron, Vas, Komarom y Veszprem, que también constituían los arciprestazgos de la diócesis. La población estaba compuesta en su mayoría por húngaros, pero con importantes comunidades eslavas y alemanas.
Entre los obispos de Győr se pueden mencionar: Hartvik (Arduino), que hacia 1100 escribió la vida de san Esteban de Hungría; Péter, que participó en la cruzada en 1217 junto con el rey Andrés II de Hungría; Gergely (Gregorio), que cayó en batalla contra los mongoles en 1241; Balázs Paksy, que murió en la batalla de Mohács en 1526. De 1450 a 1733 el obispo de Győr tuvo el título de obispo-conde (comes perpetuus supremus). Durante este período los prelados cercanos a la corte obtuvieron el cargo de obispo de Győr, accediendo así a importantes cargos en la corte.
De 1594 a 1598 la diócesis de Győr estuvo bajo el dominio del Imperio otomano. En los siglos XVII y XVIII la diócesis experimentó largos períodos de vacancia, durante los cuales fue confiada a la administración apostólica a los arzobispos de Kalocsa o de Esztergom.
En el siglo XVI el calvinismo irrumpió en el territorio diocesano, pero tuvo poco éxito, debido a la pronta respuesta de los obispos, entre los que se destacó en particular György Szécsényi (1665-1678). En el siglo siguiente surgió la figura del obispo Ferenc Zichy (1744-1783), quien construyó en la ciudad episcopal numerosas iglesias barrocas, la mayoría de las cuales aún existen en la actualidad.
El 17 de junio de 1777 cedió una parte de su territorio para la erección de la diócesis de Szombathely mediante la bula Relata semper del papa Pío VI.
En 1784 cedió territorio a la arquidiócesis de Viena. 
Tras finalizar la Primera Guerra Mundial y disolverse el Imperio austrohúngaro, el 18 de mayo de 1922 cedió la parte de su territorio que quedó en el nuevo estado de Austria para el establecimiento de la administración apostólica de Burgenland (hoy diócesis de Eisenstadt).
El 30 de diciembre de 1977 mediante la bula Praescriptionum sacrosancti del papa Pablo VI cedió 3 parroquias en territorio de Checoslovaquia a la arquidiócesis de Trnava. Desde el final de la Segunda Guerra Mundial estas parroquias habían sido confiadas al cuidado de los administradores apostólicos de Trnava.
El 31 de mayo de 1993, con la bula Hungarorum gens del papa Juan Pablo II, se revisaron los límites de las diócesis húngaras. La diócesis de Győr cambió sus fronteras con intercambios de porciones de territorio con la sede de Esztergom-Budapest y Székesfehérvár, y con la abadía territorial de Pannonhalma.

## Estadísticas
Según el Anuario Pontificio 2020 la diócesis tenía a fines de 2019 un total de 379 147 fieles bautizados.
| Año                                                                             | Población            | Población | Población      | Sacerdotes | Sacerdotes    | Sacerdotes    | Bautizados por sacerdote | Diáconos permanentes | Religiosos | Religiosos | Parroquias |
| Año                                                                             | Bautizados católicos | Total     | % de católicos | Total      | Clero secular | Clero regular | Bautizados por sacerdote | Diáconos permanentes | Varones    | Mujeres    | Parroquias |
| ------------------------------------------------------------------------------- | -------------------- | --------- | -------------- | ---------- | ------------- | ------------- | ------------------------ | -------------------- | ---------- | ---------- | ---------- |
| 1948                                                                            | 369 790              | 451 218   | 82.0           | 392        | 337           | 55            | 943                      |                      | 150        | 807        | 180        |
| 1969                                                                            | 415 000              | 590 000   | 70.3           | 393        | 369           | 24            | 1055                     |                      | 24         |            | 215        |
| 1980                                                                            | 431 000              | 630 000   | 68.4           | 320        | 320           |               | 1346                     |                      |            |            | 211        |
| 1990                                                                            | 430 000              | 600 000   | 71.7           | 211        | 211           |               | 2037                     |                      |            |            | 180        |
| 1999                                                                            | 460 000              | 540 000   | 85.2           | 164        | 146           | 18            | 2804                     | 1                    | 21         | 24         | 187        |
| 2000                                                                            | 450 000              | 540 000   | 83.3           | 158        | 142           | 16            | 2848                     | 1                    | 19         | 23         | 187        |
| 2001                                                                            | 370 000              | 540 000   | 68.5           | 161        | 148           | 13            | 2298                     |                      | 16         | 21         | 187        |
| 2002                                                                            | 370 000              | 540 000   | 68.5           | 174        | 145           | 29            | 2126                     |                      | 33         | 31         | 195        |
| 2003                                                                            | 370 000              | 540 000   | 68.5           | 168        | 140           | 28            | 2202                     |                      | 32         | 31         | 195        |
| 2004                                                                            | 365 000              | 530 000   | 68.9           | 169        | 137           | 32            | 2159                     |                      | 35         | 29         | 195        |
| 2006                                                                            | 370 000              | 530 000   | 69.8           | 162        | 140           | 22            | 2283                     | 1                    | 24         | 25         | 194        |
| 2013                                                                            | 378 099              | 552 453   | 68.4           | 143        | 127           | 16            | 2644                     |                      | 18         | 19         | 198        |
| 2016                                                                            | 376 200              | 538 300   | 69.9           | 142        | 119           | 23            | 2649                     |                      | 23         | 23         | 191        |
| 2019                                                                            | 379 147              | 554 268   | 68.4           | 126        | 102           | 24            | 3009                     |                      | 32         | 11         | 272        |
| Fuente: Catholic-Hierarchy, que a su vez toma los datos del Anuario Pontificio. |                      |           |                |            |               |               |                          |                      |            |            |            |

## Episcopologio
- Modesto † (1009-1051 falleció)
- Miklós? † (1052-1064)
- Dezső † (1064-1096)
- Hartvik † (1097-1110)
- György I † (1111-1115)
- Ambrus † (1115-1118)
- Gerváz I † (1119-1134)
- Péter I † (1135-1136 falleció)
- Pál † (1137-1140)
- Zacheus † (1142-1149)
- Izbég † (1150-1155)
- Gerváz II † (1156-1179)
- Mikud † (1176 o 1181-1187)
- Ugrin Csák † (1188-1204 nombrado arzobispo de Esztergom)
- Péter † (1206-1218 falleció)
- Kozma † (1219-1223)
- Gergely † (1223-1241 falleció)
- Benedek I † (11 de julio de 1243-?)
- Artolfus † (de septiembre de 1245-?)
- Omodé † (1254-1263)
- György II † (1263-1267)
- Farkas † (1268-1270)
- Dénes † (1271-1289?)
- András † (1290-1293)
- Benedek II † (1294-1296)
- Tivadar Tengerdi † (1296-1308 falleció)
- Miklós Kőszegi † (28 de julio de 1309-1336 falleció)
- Kálmán † (14 de mayo de 1337-1375 falleció)
- János De Surdis † (1375-23 de enero de 1376 nombrado arzobispo de Esztergom)
- Péter Siklósi † (23 de enero de 1376-2 de octubre de 1377 nombrado obispo de Veszprém)
- Guglielmo Vasco, O.F.M. † (2 de octubre de 1377-1386 depuesto)
- János Hédervári † (12 de junio de 1386-1415 falleció)
- Kelemen Molnár † (16 de febrero de 1418-1438 falleció)
- Benedek Mihályfia † (5 de junio de 1439-1444 falleció)
- Ágoston Salánki † (12 de noviembre de 1445-1466 falleció)
- Demeter Csupor Monoszlói † (14 de abril de 1466-1481 falleció)
- Orbán Dóczy von Nagylúcse † (5 de septiembre de 1481-27 de abril de 1487 nombrado obispo de Eger)
- Tamás Bakócz † (27 de abril de 1487-9 de junio de 1497 nombrado obispo de Eger)
- Ferenc Szatmári † (9 de junio de 1497-1509 falleció)
- János Gosztony † (10 de febrero de 1511-1525 nombrado obispo de Transilvania)
- Balázs Paksy † (1525-29 de agosto de 1526 falleció)
  - Sede vacante (1526-1550)
- Ferenc Ujlaky † (2 de junio de 1550-3 de agosto de 1554 nombrado obispo de Eger)
- Pál Gregorianci † (3 de agosto de 1554-21 de octubre de 1565 falleció)
  - Sede vacante (1565-1573)
  - Zaccaria Delfino † (1567-circa 1572 renunció) (administrador apostólico)
- János Liszthi † (15 de mayo de 1573-22 de febrero de 1578 falleció)
- Juraj Drašković von Trakošćan † (27 de octubre de 1578-30 de abril de 1582 nombrado arzobispo de Kalocsa)
  - Sede vacante (1582-1587)
- Petar Herešinec † (26 de octubre de 1587-10 de junio de 1590 falleció)
- János Kuthassy † (23 de septiembre de 1592-4 de junio de 1599 nombrado arzobispo de Esztergom)[6]
  - Sede vacante (1599-1629)
  - Márton Pethe de Hetes † (15 de diciembre de 1600-3 de octubre de 1605 falleció) (administrador apostólico)
  - Demeter Náprágyi † (27 de enero de 1610-5 de marzo de 1619 falleció) (administrador apostólico)[7]
- Miklós Dallos † (25 de junio de 1629[8] -23 de marzo de 1630 falleció)
  - Sede vacante (1630-1665)[9]
- György Szécsényi † (7 de diciembre de 1665[10] -18 de abril de 1678 nombrado arzobispo de Kalocsa y Bács[11])
  - Sede vacante (1678-1686)
- Leopold Karl von Kollonitsch † (16 de septiembre de 1686-6 de marzo de 1690 nombrado arzobispo de Kalocsa y Bács)[12]
  - Sede vacante (1690-1696)
- Christian August von Sachsen-Zeitz † (18 de junio de 1696-20 de enero de 1707 sucedió al arzobispo de Esztergom)[13]
  - Sede vacante (1707-1726)
- Philipp Ludwig von Sinzendorf † (11 de septiembre de 1726-3 de septiembre de 1732 nombrado arzobispo de Breslavia)
- Adolf Groll, B. † (1 de octubre de 1733-24 de noviembre de 1743 falleció)
- Ferenc Zichy † (16 de marzo de 1744-18 de junio de 1783 falleció)
  - Sede vacante (1783-1788)
- József Fengler, Sch. P. † (10 de marzo de 1788-4 de febrero de 1802 falleció)
  - Sede vacante (1802-1806)
- Jozef Ignác Wilt † (26 de agosto de 1806-5 de octubre de 1813 falleció)
  - Sede vacante (1813-1818)
- Ernst von Schwarzenberg † (21 de diciembre de 1818-14 de marzo de 1821 falleció)
  - Sede vacante (1821-1825)
- Antal Juranits † (27 de junio de 1825-26 de agosto de 1837 falleció)
- János Sztankovits † (13 de septiembre de 1838-7 de marzo de 1848 falleció)
- Antal Karner † (7 de enero de 1850-30 de septiembre de 1856 falleció)
- János Simor † (19 de marzo de 1857-22 de febrero de 1867 nombrado arzobispo de Esztergom)
- János Zalka † (27 de marzo de 1867-16 de enero de 1901 falleció)
- Miklós Széchenyi de Salvar-Felsovidék (16 de diciembre de 1901-20 de abril de 1911 nombrado obispo de Oradea de los latinos)
- Árpád Lipót Várady † (22 de abril de 1911-25 de mayo de 1914 nombrado arzobispo de Kalocsa)
- Antal Fetser † (22 de enero de 1915-6 de octubre de 1933 falleció)
- István Breyer † (13 de diciembre de 1933-28 de septiembre de 1940 falleció)
- Beato Vilmos Apor † (21 de enero de 1941-2 de abril de 1945 falleció)
- Kálmán Papp † (3 de mayo de 1946-28 de julio de 1966 falleció)
  - Sede vacante (1966-1976)
  - József Kacziba † (10 de enero de 1969-7 de enero de 1975 renunció) (administrador apostólico)
  - Kornél Pataky † (7 de enero de 1975-2 de abril de 1976 nombrado obispo) (administrador apostólico)
- Kornél Pataky † (2 de abril de 1976-18 de marzo de 1991 renunció)
- Lajos Pápai (18 de marzo de 1991-17 de mayo de 2016 retirado)
- András Veres, desde el 17 de mayo de 2016